# ヒッポクレーネー
ヒッポクレーネー（古希: Ἱπποκρήνη, Hippocrēne,「馬の泉」の意）は、ギリシア神話におけるヘリコーン山にある泉。
天馬ペーガソスがヘリコーン山のムーサの森の近くで、蹄で岩を打ったところから、この泉が湧き出た。ムーサはこの泉のそばで集まり、歌い踊った。
アガニッペーの泉とともに、その泉の水を飲む者に詩的霊感を授ける効能があった。また疲れると、ヒッポクレーネーの青く澄んだ水に浸り、生き生きとした顔色を取り戻したものであった。